# Storie ancora più impreviste
Storie ancora più impreviste (More Tales of the Unexpected) è una raccolta di racconti di Roald Dahl, pubblicata originariamente nel 1980 dalla casa editrice Penguin, ma giunta in Italia solo nel 1993, sotto la traduzione della TEA.

## Racconti
Il volume raccoglie nove storie, cinque delle quali erano già edite in precedenti libri dell'autore.
- Veleno (Poison) (da Someone like You)
- La macchina dei suoni (The Sound Machine) (da Someone like You)
- Caro Padre (Georgy Porgy) (da Kiss Kiss)
- Genesi e Catastrofe (Genesis and Catastrophe) (da Kiss Kiss)
- il passaggio (The Hitchhiker) (da The Wonderful Story of Henry Sugar and Six More)
- Il signore dell'ombrello (The Umbrella Man)
- Mr. Botibol (Mr. Botibol)
- Vendetta per tutti, S.A. (Vengeance is Mine Inc.)
- Il maggiordomo (The Butler)

## I racconti
- In Il passaggio il protagonista, a bordo della sua nuova macchina, diretto a Londra e, passando per l'autostrada, accoglie con sé un autostoppista, anche lui diretto nella grande città. L'uomo, reticente sull'effettiva velocità del mezzo, convince il protagonista a portare l'auto alla massima velocità, 129 miglia orarie. Ma quando ha ormai raggiunto le 120, i due vengono fermati da un poliziotto, che gli affibbia una multa salata per eccesso di velocità, promettendogli anche guai con la legge, come il ritiro della patente e la reclusione. Il protagonista, avvilito, decide di andare immediatamente dal suo avvocato, ma l'autostoppista lo rassicura, spiegandogli che è impossibile essere incarcerati per eccesso di velocità. Tranquillizzato, gli chiede che mestiere faccia. Dìtafo, gli spiega l'uomo. E per fargli capire ancora meglio, gli mostra alcuni oggetti a lui appartenenti, come la cintura, la carta d'identità, la patente, i lacci delle scarpe, sottratti a lui senza che se ne forse accorto. Insomma, il dìtafo è un “prestigiatore delle dita”, un borsaiolo. Restituiti gli oggetti all'uomo, gli spiega che è diretto all'ippodromo di Londra, per sottrarre le carte vincenti ai vincitori delle corse, quindi, data l'avvilimento del protagonista per la multa salata che ha ottenuto, e il possibile ritiro della patente, il dìtafo gli mostra il libretto delle multe del poliziotto di prima, da lui sottratto. Così il poliziotto non saprà mai il suo nome, né la targa della sua auto. Il protagonista ne rimane meravigliato, continuando a complimentarsi con l'uomo.
- Protagonista de Il signore dell'ombrello è una ragazzina dodicenne che, assieme alla madre, è di ritorno a casa dopo una visita odontoiatrica; ma il tempo peggiora, e comincia a piovere. Mentre le due attendono un taxi che le possa riportare a casa, si presenta a loro un distinto anziano signore che le offre il suo ombrello di seta, per una sola sterlina, contro le più di venti che ne vale, per poter così prendere un taxi e tornare a casa, dato che è troppo stanco e affaticato per tornarsene a piedi. Nonostante la iniziale diffidenza, la madre accetta lo scambio. Eppure, una volta allontanatosi, l'uomo comincia a trottare verso una viuzza, le due accortosi che dunque l'uomo era tutt'altro che stanco e affaticato, decidono di seguirlo. Il signore entra infatti in un pub e ordina, con la sterlina che ha appena ottenuto da loro, un whisky triplo. Dopodiché, avvicinatosi al portaombrelli dell'uscita, con tutta indifferenza ne ruba uno e si riprecipita per strada per ricambiarlo con un'altra sterlina. Ottenuta anche stavolta, si dirige in un altro pub, per ricominciare la sua truffa.
- Depresso, amareggiato e deluso dalla sua esistenza priva di alcunché tipo di successi o per lo meno soddisfazioni, Mr. Botibol cede la sua ditta ereditata dal padre per un bassissimo prezzo ad un suo concorrente. A casa, ascoltando una sinfonia per radio, però, qualcosa di insolito in lui avvenne: si immaginò in frac, davanti a un'orchestra sinfonica a condurre quella musica di Beethoven che ora eseguivano in radio, ma che nelle sue fantasie era stata composta da lui stesso. Il pubblico meravigliato ed estasiato da tanta perfezione, al termine della musica applaudiva e si sgolava idolatrando Mr. Botibol e la sua grande creazione. Al termine di questo suo sogno, Mr. Botibol è in estasi. In breve diviene la sua unica gioia e motivo di vita, e arriva persino ad allestire, nella sala più ampia della sua casa, una vera e propria sala da concerti, con poltrone per il pubblico, il podio del direttore d'orchestra, la fossa dell'orchestra e un pianoforte a coda muto. E ogni sera Mr. Botibol abbandona la realtà per fingersi il più grande compositore della storia ed estasiare il suo immaginario pubblico con le sue geniali creazioni. Arriva persino ad invitare una ragazza conosciuta in un negozio di dischi ad esibirsi con lui, al piano muto, per il concerto dell'imperatore di Beethoven. Solo dopo l'esibizione la ragazza gli confiderà di essere un'insegnante di pianoforte, facendo ripiombare Mr. Botibol nella vergogna più assoluta.
- Fra le maggiori seccature della vita moderna per i ricchi vi sono i giornalisti ficcanaso alla continua ricerca di scoop. E quando li ottengono, non possono far niente per fermarli, né per vendicarsi, dato il loro livello sociale che ne risentirebbe. Per questo i due protagonisti del racconto fondano Vendetta per tutti, S.A., un'associazione che, a un prezzo, compie la vendetta nei confronti del giornalista incriminato; lo stesso ricco colpito nell'onore potrà scegliere fra 5 metodi:
  - 1: pugno sul naso = 500 dollari
  - 2: occhio nero = 600 dollari
  - 3: pugno sul naso con occhio nero = 1000 dollari
  - 4: serpente a sonagli (veleno estratto) introdotto nella macchina parcheggiata del colpevole e disposto a terra, presso pedali = 1500 dollari
  - 5: rapimento del colpevole, sua svestizione (solo mutande, scarpe e calzini verranno lasciati) e suo abbandono sulla Quinta Avue in piena ora di punta = 2500 dollari.

Il progetto è un successo, e i due riescono a guadagnare in una sola sera duemila dollari, e con un solo pugno a un giornalista, dato che era lo stesso metodo selezionato da tre persone. 
Quindi, ricchi e felici, i due amici lasciano Londra, diretti alle corse di cavalli, per divenire ancora più ricchi. O almeno così credono, ma la fortuna è assai mutevole, più del denaro nelle loro tasche.
- Il maggiordomo narra la storia del miliardario George Cleaver, un nuovo ricco disposto a tutto per farsi una reputazione nella buona società londinese. Una sua solita trovata per ingentilirsi i conoscenti è quella di organizzare delle lussuose cene nella sua residenza, per stupire gli invitati della sua ricchezza e della sua cultura gastronomica. Nonostante vari tentativi, le cene non riescono a meravigliare gli ospiti, turbato, George Cleaver chiede consiglio al suo maggiordomo, Mr. Tibbs, su come rendere ancor più lussuose le sue cene. Il vino, gli risponde prontamente, è importantissimo nella buona riuscita di una cena, soprattutto se è molto pregiato e raro. Dunque l'uomo compra tutte le annate di vini più pregiati e rari, come consigliato dal suo maggiordomo, ma con suo attonimento, la situazione durante le cene non cambia. Il maggiordomo gli spiega dunque che la colpa è dell'aceto, molto presente nella cena, che addormenta il palato, dunque il vino non può essere ben gustato. Cleaver non crede alle parole di Mr. Tibbs, dato che per lui quel vino è squisito anche se esagera coll'aceto, e gliele rinfaccerà durante la cena di quella stessa sera. Solo allora il maggiordomo gli confesserà, davanti a tutti i suoi ospiti attoniti, che in realtà non gli ha mai servito quel vino raro da lui acquistato, ma di averne sempre invertito la bottiglia con uno scadente, che invece lui ha sempre lodato, convinto si trattasse di un vino raro e raffinato.

## Edizioni
- Penguin, 1980, Gran Bretagna.
- Michael Joseph, 1980, Gran Bretagna.
- TEA, 1993, Italia.
- Roald Dahl, Roald Dahl, tutti i racconti, traduzione di Alba Barriffi, Massimo Bocchiola, Fabrizio Cocco, Luisa Corbetta, Giovanni Garbellini, Paola Uberti del Freo, Attilio Veraldi, La Gaja Scienza, Longanesi, 2009,  pp.825.

- Roald Dahl, Storie ancora più impreviste, traduzione di Attilio Veraldi, collana TEA, TEA, 2005,  p. 152, ISBN 88-7819-464-6.
- Roald Dahl, Tutti i racconti, traduzione di Attilio Veraldi, Alba Bariffi, Massimo Bocchiola, La gaja scienza, Longanesi, 2009,  pp.825, ISBN 978-88-304-2684-9.